# Casa Memorială „Liviu Rebreanu”
Casa Memorială „Liviu Rebreanu” este un muzeu județean din Ștefănești. Expoziția este organizată în casa în care a locuit și creat marele prozator Liviu Rebreanu (1885 - 1944), începând din 1930, și expune mobilier, biblioteca autorului, manuscrise și fotografii, toate amintind de romanele scriitorului: Răscoala, Amândoi, precum și de programul revistei "România literară". Imobilul este în curs de retrocedare (2006). În hol, un portret al lui Rebreanu este încadrat de poze de familie și un panou cu date legate de viața autorului. Într-o încăpere sunt prezentate ediții princeps ale operelor autorului.  În fața muzeului poate fi admirat statuia de bronz înfățișându-l pe autor.  În clădirea nouă alăturată sunt expuse fotografii, diverse ediții de romane și reviste.